# Świętopełk II morawski
Świętopełk II (884-906) – książę z rodu Mojmirowiców, od 894 do 906 roku był władcą księstwa nitrzańskiego będącego częścią składową Państwa wielkomorawskiego.
Był młodszym synem księcia Świętopełka I. On i jego starszy brat Mojmir II zawarli w 894 roku pokój z wschodniofrankijskim królem Arnulfem. Lecz wkrótce pokłócili się, obydwaj próbowali przejąć władzę w państwie. Doprowadziło to do tego, że każdy z braci groził drugiemu śmiercią.
Spór osiągnął punkt szczytowy zimą 898/899 roku. Jednocześnie w tamtym okresie Bawarowie plądrowali Państwo wielkomorawskie. Po odejściu Bawarów wspierany przez nich Świętopełk II został okrążony w grodzie warownym przez Mojmira II. Bawarowie wrócili, uwolnili Świętopełka i udali się z nim do Bawarii. Jego dalszy los nie jest dokładnie znany. Prawdopodobnie wrócił do swojego księstwa w 901 roku i zmarł podczas walk z Węgrami w 906 r.
W kontekście walk z Węgrami często myli się Świętopełka I ze Świętopełkiem II.